# Kolbeinagjógv
Kolbeinagjógv före 2011 Kolbanargjógv (IPA: [ˈkɔlbainadʒɛgv], danska: Koldbensgjov) är en ort på Färöarna, belägen vid änden av Sundini på Eysturoys västkust. Administrativt tillhör Kolbeinagjógv Sjóvars kommun och hade vid folkräkningen 2015 23 invånare.

## Befolkningsutveckling
| Befolkningsutvecklingen i Kolbeinagjógv 1985–2015 | Befolkningsutvecklingen i Kolbeinagjógv 1985–2015 | Befolkningsutvecklingen i Kolbeinagjógv 1985–2015 | Befolkningsutvecklingen i Kolbeinagjógv 1985–2015 | Befolkningsutvecklingen i Kolbeinagjógv 1985–2015 |
| ------------------------------------------------- | ------------------------------------------------- | ------------------------------------------------- | ------------------------------------------------- | ------------------------------------------------- |
|                                                   |                                                   |                                                   |                                                   |                                                   |
| År                                                |                                                   |                                                   | Folkmängd                                         |                                                   |
| 1985                                              | 1985                                              |                                                   | 40                                                |                                                   |
| 1990                                              | 1990                                              |                                                   | 37                                                |                                                   |
| 1995                                              | 1995                                              |                                                   | 32                                                |                                                   |
| 2000                                              | 2000                                              |                                                   | 34                                                |                                                   |
| 2005                                              | 2005                                              |                                                   | 33                                                |                                                   |
| 2010                                              | 2010                                              |                                                   | 41                                                |                                                   |
| 2015                                              | 2015                                              |                                                   | 23                                                |                                                   |
|                                                   |                                                   |                                                   |                                                   |                                                   |